# Königsdienst
Mit Königsdienst (lat. servitium regis) wird die enge Verbindung von geistlichen Würdenträgern (vorwiegend Bischöfen und Äbten) mit dem Königtum und die ihm daraus erwachsene Verpflichtung bezeichnet.
Schon in der fränkischen, aber vor allem der ottonisch-salischen Reichskirche wurden der vom deutschen König investierte Bischof oder Abt und das ihm unterstellte Bistum (genauer: das reichsrechtlich verpflichtete Hochstift) oder Kloster (bzw. die Reichsprälatur) zu Leistungen verpflichtet, die dem Herrscher zu erbringen waren. Entsprechendes galt in England, Frankreich und Spanien.
Diese Leistungen fallen unter den Begriff des servitium regis, des „Königsdienstes“ und beinhalteten: das Gebet für den König und seine Familie, Beherbergung und Verpflegung des Königs und seines Gefolges, Reisen des Abts zu königlichen Hoftagen, Verpflichtung des Bistums/Klosters zur Heeresfolge.